# Eduardo Sancho
Tomás Eduardo Sancho Calvo (Valencia, 1927- ) es un periodista español.
Comenzó su trayectoria profesional en prensa escrita, y colaboró con el diario Las Provincias. Entre 1954 y 1955 se trasladó a Estados Unidos para trabajar en el diario Houston Chronicle.
A su regreso a España, se convirtió en uno de los pioneros de la recién nacida Televisión española, donde ingresó en 1956. Junto a David Cubedo y Jesús Álvarez García fue uno de los primeros rostros del Telediario. Colaboró durante esos años también en otros espacios de los servicios informativos, como Panorama de actualidad o la retransmisión de la boda de los reyes de Bélgica, Balduino y Fabiola. 
En 1966 cuando entraron en funcionamiento las corresponsalías de TVE en el exterior, fue enviado a Londres convirtiéndose en el primer corresponsal de TVE. En años sucesivos ocuparía también las corresponsalías en la República Federal Alemana y Estados Unidos.
A su regreso se instaló en la ciudad de Valencia, y allí fue nombrado Director del Centro Territorial de TVE y Director local de Radio Nacional de España.
En 1978 regresó a Londres, desde donde, por ejemplo, le correspondió en 1981 retransmitir para los telespectadores españoles la boda entre Carlos de Inglaterra y Diana Spencer.
Entre 1982 y 1985 regresa al Centro Territorial de Valencia para finalizar luego su carrera profesional de nuevo en Madrid como redactor de los informativos de fin de semana en la propia TVE.
Su esposa se llama Maruja. Tienen 4 hijas: Soledad (1953), Eva (1958), Nuria (1961) y Olga (1966).